# Batalha de Dobro Pole
Batalha de Dobro Pole (em sérvio:  Битка код Доброг Поља, Bitka Kod Dobrog Polja, em grego:  Μάχη του Ντόμπρο Πόλε, Máchi tou Dómbro Póle) foi uma batalha da Primeira Guerra Mundial, travada entre 15 e 18 de setembro de 1918. A batalha aconteceu no estágio inicial da ofensiva de Vardar, na Campanha Balcânica. Em 15 de setembro, uma força combinada de tropas sérvias, francesas e gregas atacaram trincheiras em Dobro Pole ("Bom Campo"), na época parte do Reino da Sérvia (atual República da Macedônia). A ofensiva e a preparação de artilharia anterior tiveram efeitos devastadores sobre a moral búlgara, levando eventualmente a deserções em massa.
Apesar de ser superados em número e mal equipados, certas unidades búlgaras ofereceram resistência feroz, atrasando o avanço da Entente em Zborsko. O colapso da linha de frente permitiu que os Aliados assaltassem as posições búlgaras de múltiplas direções e, eventualmente, eliminassem os últimos bolsões de resistência. A derrota das Potências Centrais em Dobro Pole desempenhou um papel na retirada búlgara da guerra e abriu o caminho para a subsequente captura da Macedônia Sérvia.